# التعليم الإسلامي وحركة الإصلاح في جامع الزيتونة (كتاب)
التعليم الإسلامي وحركة الإصلاح في جامع الزيتونة: هو كتاب للمصلح الاجتماعي التونسي الطاهر الحداد وقد صدر بعد وفاته.

صورة غلاف كتاب التعليم الإسلامي وحركة الإصلاح في جامع الزيتونة للحداد

## تاريخه
دخل الطاهر الحداد (1899-1935) جامع الزيتونة عام 1913 ليتخرج منه عام 1920 متحصلا على شهادة التطويع ، وقد عرف بالتالي حالة التعليم الزيتوني الذي نظمه قانون عام 1912، إلا أن هذا الكتاب قد وقع تأليفه -فيما يبدو- في نهاية العشرينات وتحديدا غداة الأحداث الطالبية التي عرفها جامع الزيتونة عام 1928 وتواصلت في السنوات الموالية والتي عايشها الطاهر الحداد عن قرب. وفي هذه الفترة نفسها أصدر الحداد كتابيه المعروفين العمال التونسيون وظهور الحركة النقابية عام 1927 وامرأتنا في الشريعة والمجتمع عام 1930. أما هذا الكتاب فيبدو أن المؤلف لم يقصد أن يجعل منه كتابا مستقلا، ولم يصدر إلا في عام 1981 بتقديم وتحقيق محمد أنور بوسنينة. وقد صدر عن الدار التونسية للنشر في 117 صفحة من الحجم المتوسط. غير أن المحقق لم يذكر أين عثر على مخطوطة الكتاب. وعلى أية حال فإن هذا الكتاب يعتبر الرابع للطاهر الحداد بعد الكتابين المشار إليهما وخواطر الطاهر الحداد الصادر هو أيضا لأول مرة بعد وفاة الحداد وتحديدا عام 1975، وذلك عن الدار العربية للكتاب.

## المحتوى
اعتنى الحداد في هذا الكتيب بإصلاح التعليم الزيتوني، وقد ذكر في بدايته أنه «لا يلزم أن نتحدث عن تاريخ هذه الكلية وما أنجبت من علماء نافعين في عصر الدول العربية فذلك ما سطره التاريخ في صحفه، غير أنه مهما كانت تلك الأساليب التي تدرس بها مثمرة ثمرا طيبا في ذلك العصر فإنها اليوم بحكم الزمن وتطور الأحوال أصبحت قاصرة أن تبلغ بالإنسان درجة فهم الحياة المعاصرة أو أن تبلغه من وسائل العمل ما يكفيه للعيش». ويعيد الطاهر الحداد تاريخ الشعور بضرورة الإصلاح إلى عام 1910 مع أول إضراب يشنه الطلبة الزيتونيون في تاريخهم، ومن المطالب التي رفعت إدخال العلوم الرياضية والطبيعية والكيمياء. وقد استعرض الحداد في كتابه القوانين السابقة للجامع ذاكرا أنها جميعا لم تأت بالإصلاح المنشود، منتقدا غياب حرية التفكير والتعبير في الجامع، يقول «إلى اليوم يجب أن لا يتظاهر أحد بأفكار ينسبها إلى ذاته ليعارض بها أقوال العلماء السابقين، ومجرد توهم هذا المقدار على شخص يفضي إلى الإنكار عليه ورمي عقيدته بتهم الزيغ والاعتزال بالرأي». وفي غضون هذا الكتيب انتقد الحداد حالة العلوم التي تدرس بالجامع من علم الكلام والمنطق والتشريع. وأضاف المحقق تعريفا بالعلماء الذين تخرجوا من جامع الزيتونة والذي ورد ذكرهم في متن الكتاب ومن بينهم ابن خلدون وابن عرفة والبرزلي ومحمد بن عبد السلام الهواري وابن راشد القفصي ومحمد النخلي...
وفي الجملة فإن هذا الكتاب يعكس أفكار الطاهر الحداد الإصلاحية لما يخص إصلاح التعليم الزيتوني في عصره، بما يعزز أفكاره الإصلاحية الاجتماعية خاصة.

## إشارات مرجعية
1. ↑  أحمد خالد، أضواء من البيئة التونسية على الطاهر الحداد ونضال جيل، الدار التونسية للنشر، تونس، 1985، ص 47
2. ↑  محمد ضيف الله، الحركة الطالبية التونسية 1927-1939، منشورات مؤسسة التميمي للبحث العلمي والمعلومات، زغوان-تونس 1999
3. ↑  أحمد خالد، أضواء من البيئة التونسية، نفس المصدر، ص 410
4. ↑  الطاهر الحداد، التعليم الإسلامي وحركة الإصلاح في جامع الزيتونة، الدار التونسية للنشر، 1981، ص 29
5. ↑  المصدر نفسه، ص 32
6. ↑  المصدر نفسه، ص 62